# إيمان أبو طالب (مذيعة)
إيمان أبو طالب هي مذيعة مصرية تعمل حاليًا في قناة إم بي سي.

## مشوارها الإعلامي
بدأت مشوارها بالعمل مراسلةً لعدة قنوات هي دبي، والكويت، والبحرين. ثم انتقلت إلى قناة روتانا موسيقى، حيث عملت مراسلةً لبرنامج «نشرة الأخبار» عدةَ أشهر. وانتقلت في عام 2005 إلى قناة روتانا سينما فور افتتاحها، مما كان سببًا في ازدياد شهرتها على مستوى العالم العربي. وبعد ذلك انتقلت إلى قناة المحور لتعمل مقدمةً لبرنامج «صبايا الخير» بدلًا من ريهام سعيد.